# Marquesado de la Real Defensa
El marquesado de la Real Defensa es un título nobiliario español creado por el rey Carlos III en 24 de abril de 1760 a favor de Gaspar de Eslava y Monzón, I vizconde de Eguillor, coronel de los Reales Ejércitos, comendador de Fuente Emperador de la Orden de Calatrava, en reconocimiento de su tío el virrey de Nueva Granada y defensor de Cartagena de Indias, Sebastián de Eslava y Lasaga, señor de Eguillor, caballero de Santiago, comendador de la Orden de Calatrava, gentilhombre de cámara de S.M., capitán general, miembro del Consejo de S.M., secretario de Estado y de Despacho Universal de la Guerra y director general de la Infantería Española. (Real Decreto de Concesión en 18 de marzo de 1760).

## Marqueses de la Real Defensa
|                         | Titular                                  | Periodo                 |
| Creación por Carlos III | Creación por Carlos III                  | Creación por Carlos III |
| ----------------------- | ---------------------------------------- | ----------------------- |
| I                       | Gaspar de Eslava y Monzón                | 1760-1763               |
| II                      | María Magdalena Eslava y Eslava          | 1763-1819               |
| III                     | Joaquín María Mencos y Eslava            | 1819-1852               |
| IV                      | Joaquín Ignacio Mencos y Manso de Zúñiga | 1852-1882               |
| V                       | Joaquín María Mencos y Ezpeleta          | 1882-1915               |
| VI                      | Tiburcio Mencos y Bernaldo de Quirós     | 1915-1969               |
| VII                     | Joaquín Ignacio Mencos y Doussinague     | 1971-actual titular     |

## Historia de los marqueses de la Real Defensa
- Gaspar de Eslava y Monzón (Enériz, 1713-Pamplona, 1763), I marqués de la Real Defensa, I vizconde (1760) y señor de Eguillor, coronel de los Reales Ejércitos, caballero de la Orden de Calatrava, hijo de Francisco Martín de Eslava y Lassaga y Juana María Monzón y Eslava, señores de Eguillor. El título fue concedido en atención a los servicios de su tío paterno, Sebastián de Eslava y Lassaga, virrey de Nueva Granada.[2]

Se casó en primeras nupcias con Ana Francisca de Eslava Íñiguez de Abarca, IV condesa del Fresno de la Fuente, hija de Juan Antonio de Eslava y Berrio y María Teresa Iñiguez de Abarca y Ursúa, III Condes del Fresno de la Fuente. Contrajo un segundo matrimonio con María Fermina de Valanza. Le sucedió su hija del primer matrimonio en 1763:
- María Magdalena Eslava y Eslava (1746-25 de mayo de 1819), II marquesa de la Real Defensa.[2]

Se casó el 19 de mayo de 1778 con Joaquín José de Mencos y Aréizaga (1748-17 de abril de 1817), VI conde de Guenduláin y IX barón de Bigüezal, hijo de Rafael de Mencos y Ayanz de Navarra, V conde de Guenduláin, y de Ana María de Areizaga e Irusta, hija de José Gabriel de Aréizaga e Irusta, III barón de Aréizaga.
- Joaquín María Mencos y Eslava (Pamplona, 25 de febrero de 1771-23 de mayo de 1852), III marqués de la Real Defensa, VII conde de Guenduláin y X barón de Bigüezal,[4] prócer del reino, senador vitalicio.[5]

Se casó el 21 de abril de 1799 con Manuela María Manso de Zúñiga y Areizaga (1778-11 de octubre de 1837), hija de Miguel Damián Manso de Zúñiga y Villarreal de Berriz, V conde de Hervías, y de su esposa Saturnina Antonia Areizaga y Alduncín.  Le sucedió su hijo en 1852:
- Joaquín Ignacio Mencos y Manso de Zúñiga (Pamplona, 6 de agosto de 1799-20 de enero de 1882), IV marqués de la Real Defensa, VIII conde de Guenduláin, concesionario de la Grandeza de España,[4] conde de Fresno de la Fuente y XI barón de Bigüezal.[7]

Contrajo un primer matrimonio el 28 de abril de 1828 con María Concepción de Elío y Leyzaun (m. 1 de enero de 1843). Se casó en segundas nupcias el 30 de noviembre de 1846 con María del Pilar Ezpeleta y Aguirre-Zuazo, V condesa del Vado, hija del teniente general José María de Ezpeleta y Enrile, conde de Ezpeleta de Beire, y de María de las Nieves de Aguirre Zuazu y Acedo, duquesa de Castroterreño. Le sucedió su hijo del segundo matrimonio:
- Joaquín María Mencos y Ezpeleta (Pamplona, 10 de julio de 1851-22 de noviembre de 1936),[8] V marqués de la Real Defensa, IX conde de Guenduláin,[4] VI conde del Vado, XII barón de Bigüezal, gentilhombre de cámara, diputado a Cortes en 1839, 1840, 1844 y 1846, senador en 1843 y senador por derecho propio en 1876 y ministro de Fomento en 1858.[9][8]

En primeras nupcias se casó el 26 de diciembre de 1872 con María Pilar Rebolledo de Palafox y Guzmán (1852-1879), condesa de Arcos de la que tuvo un hijo. En  segundas nupcias casó con María Fuencisla Bernaldo de Quirós y Muñoz (Hyères, 18 de diciembre de 1863-20 de octubre de 1931), I marquesa de Eslava, Grande de España, hija de José María Bernaldo de Quirós y González Cienfuegos, IX marqués de Campo Sagrado, y de María Cristina Muñoz y Borbón, I marquesa de la Isabela y I vizcondesa de la Dehesilla, hija a su vez de la reina María Cristina de Borbón-Dos Sicilias y de Agustín Fernando Muñoz y Sánchez, I duque de Riansares.  En 1915 cedió el título de marqués de la Real Defensa a su hijo:
- Tiburcio Mencos y Bernaldo de Quirós (1891-1969), VI marqués de la Real Defensa,[10][8] caballero de la Orden de Malta, gentilhombre de cámara del rey Alfonso XIII y caballero de la Orden de Santiago en 1923.[11]

Contrajo matrimonio en 1933 en Olza con Isabel Dousinague y Brunet (1907-1974). En 1971 le sucedió su hijo:
- Joaquín Ignacio Mencos y Doussinague (n. 1944), VII y actual marqués de la Real Defensa,[12] caballero de la Orden de Malta y presidente de la Cruz Roja Navarra. Casado con María Concepción Arraiza Cañedo-Argüelles.